# خورخي لويز دوس سانتوس دياز
خورخي لويز دوس سانتوس دياز (بالبرتغالية: Jorge Luiz dos Santos Dias‏) هو لاعب كرة قدم برازيلي في مركز الدفاع، ولد في 11 فبراير 1976 في ريو دي جانيرو في البرازيل. لعب مع دينامو موسكو وسبورتينغ براغا ونادي إنترناسيونال ونادي سي آر بي ونادي فارزيم ونادي فلومينينسي.

## وصلات خارجية
- خورخي لويز دوس سانتوس دياز على موقع قاعدة بيانات كرة القدم.إي يو (الإنجليزية)